# یارد

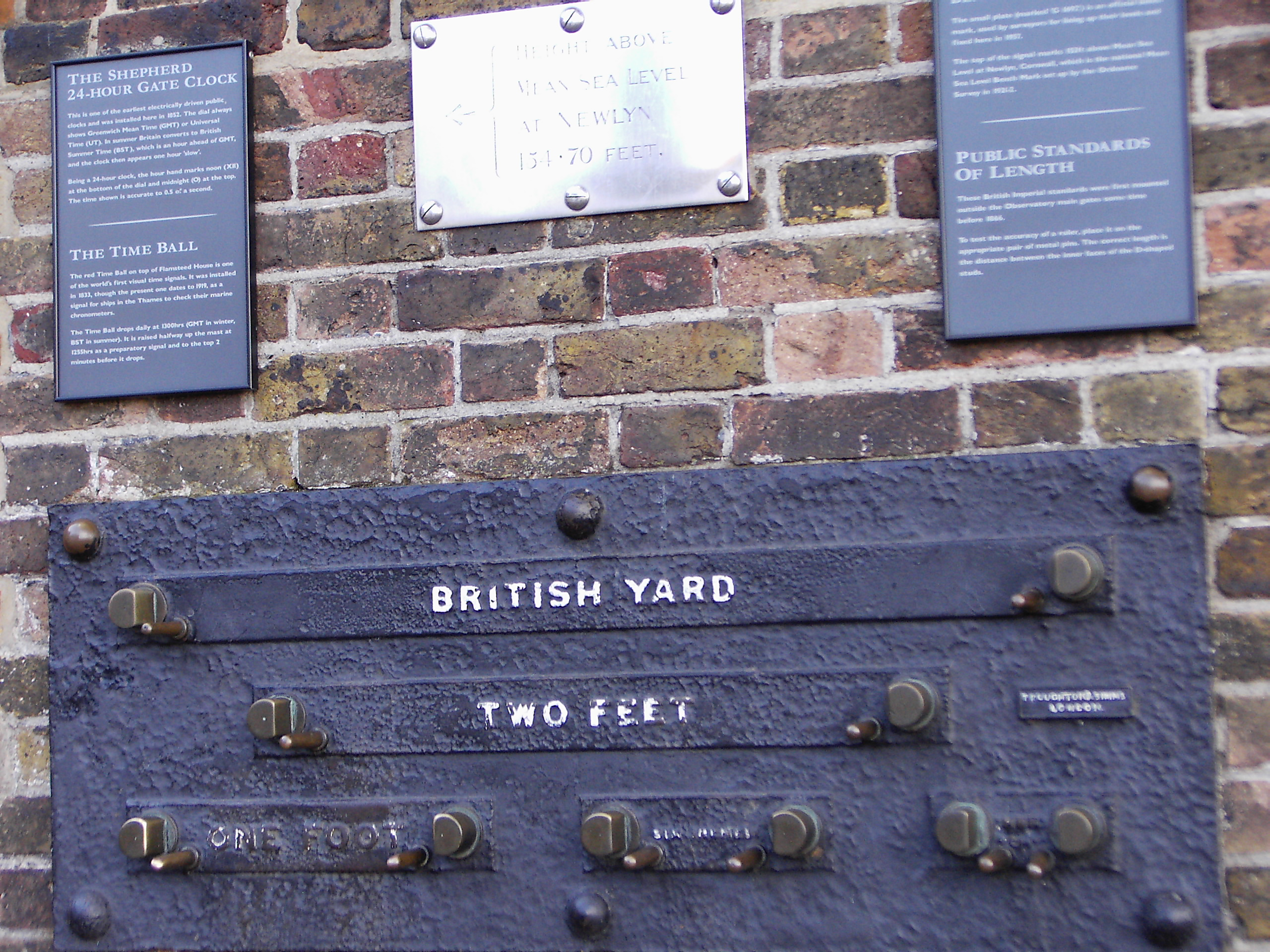
طول‌های استاندارد بر روی دیوار رصدخانه سلطنتی گرینویچ

یارد (به انگلیسی: yard) مخفف: yd، واحد اندازه‌گیری طول برابر ۹۱۴٫۴ میلیمتر یا ۳ فوت است؛ و هر فوت برابر با ۱۲ اینچ می‌باشد. هر اینچ برابر با ۲٫۵۴ سانتی‌متر است. فاصله نوک بینی تا نوک انگشتان دست هنری اول تعریف شده که یکای مناسبی نیست؛ زیرا یکای مناسب باید دارای دو ویژگی زیر باشد که این یکا مورد دوم را ندارد:
1. قابلیت بازتولید در مکانهای گوناگون را داشته باشد.
2. تغییر نکند.